# Johnny Spillane
John Spillane detto Johnny (Steamboat Springs, 24 novembre 1980) è un ex combinatista nordico statunitense.

## Biografia
Johnny Spillane ottenne il suo primo risultato di rilievo ai Mondiali juniores di Saalfelden, in Austria, disputati nel 1999 vincendo l'oro nella K89/3x5 km a squadre. Esordì in Coppa del Mondo il 2 dicembre 2000 a Kuopio, in Finlandia, giungendo 49º in una gara individuale dal trampolino lungo. L'anno seguente si aggiudicò, sempre nella gara a squadre, l'argento ai Mondiali juniores di Štrbské Pleso, in Slovacchia.
Nel 2003 partecipò ai Mondiali disputati in Val di Fiemme, in Italia, vincendo la medaglia d'oro nella gara sprint e nella classifica generale di Coppa del Mondo si classificò settimo. Dal 2003 al 2008 salì cinque volte sul podio in gare individuali, senza però riuscire a vincere. L'unico successo dell'atleta statunitense giunse il 3 gennaio 2010 a Oberhof, in Germania, in un'individuale.
Convocato, nella stessa stagione, per i XXI Giochi olimpici invernali di Vancouver 2010, in Canada, Spillane conquistò una medaglia d'argento in ognuna delle tre specialità previste per la combinata nordica. Si ritirò al termine della stagione 2013.

## Palmarès

### Olimpiadi
- 3 medaglie:
  - 3 argenti (individuale dal trampolino normale, individuale dal trampolino lungo, gara a squadre a Vancouver 2010)

### Mondiali
- 1 medaglia:
  - 1 oro (sprint a Val di Fiemme 2003)

### Mondiali juniores
- 2 medaglie:
  - 1 oro (gara a squadre a Saalfelden 1999)
  - 1 argento (gara a squadre a Štrbské Pleso 2000)

### Coppa del Mondo
- Miglior piazzamento in classifica generale: 7º nel 2003
- 6 podi:
  - 1 vittoria
  - 2 secondi posti
  - 3 terzi posti

#### Coppa del Mondo - vittorie
| Data           | Località | Nazione  | Trampolino        | Spec.       |
| -------------- | -------- | -------- | ----------------- | ----------- |
| 3 gennaio 2010 | Oberhof  | Germania | Hans Renner HS140 | IN LH/10 km |

Legenda:

IN = individuale Gundersen

LH = trampolino lungo